# Renazzo (meteorite)
Renazzo è una meteorite caduta nel gennaio del 1824 a Renazzo, frazione di Cento, in provincia di Ferrara.

## Composizione e classificazione
La Renazzo è una condrite carbonacea capostipite di una intera famiglia indicata con la sigla CR (Condrite tipo Renazzo).
Il frammento maggiore presenta una crosta di fusione nerastra. All’interno del corpo cosmico sono presenti anche condrule bianche e arancio, grani pre-solari e in minima quantità sono presenti anche i CAI, il tutto intrappolato in una amalgama di colore nerastro con riflessi rossastri e testa di moro.

## Esemplari
Il frammento maggiore della meteorite di Renazzo, del peso di 308 g circa, è conservato presso Collezione di Mineralogia "Museo Luigi Bombicci" dello SMA dell'Università di Bologna. Altri frammenti sono sparsi per il mondo all’interno dei musei e collezioni private (v. mappa).

L'iscrizione storica posta sulla Meteorite recita:
Ferrum nativum meteoricum granularis. Aerolitho delapso non procul ad ecclesiam san sebastiani di Renazzo 18 kal Feb 1824

(Meteorite ferroso con granuli (condrule). Aerolite caduto non lontano dalla chiesa di San Sebastiano di Renazzo 18 calende Feb 1824 (ovvero 15 gennaio 1824))

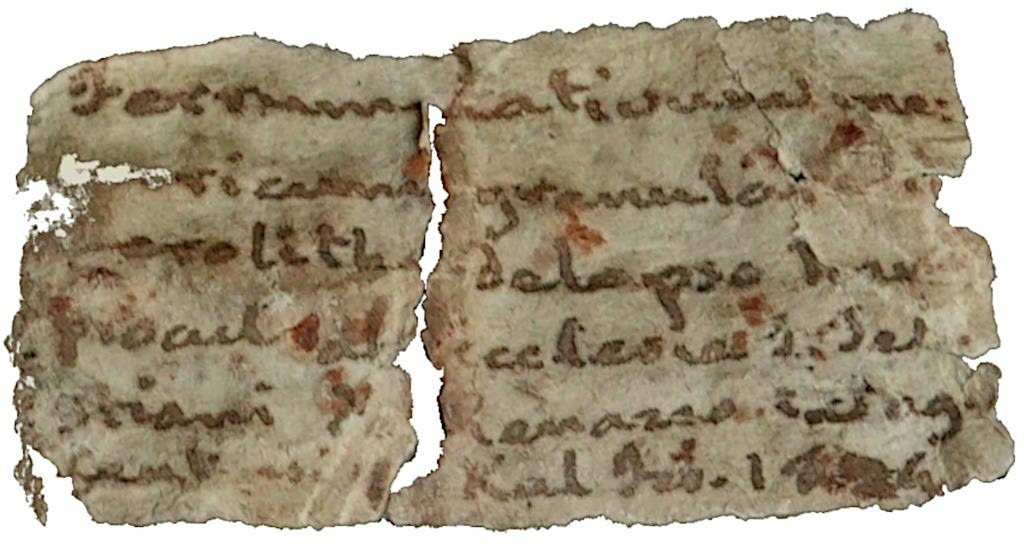
Iscrizione storica posta sulla Meteorite Renazzo

## Storia
Una notte di gennaio del 1824 (ufficialmente viene riconosciuto il 15 gennaio) circa le ore 20:30 cadde in Renazzo una meteorite. Le cronache riportano di un intenso lampo nel cielo, di 3 forti boati e una pioggia di fuoco che cadde su Renazzo, spaventando i paesani, ma senza fare danni.
Esistono testimoni oculari che videro l’evento cosmico e descrivono nelle cronache l’accaduto. Una testimone fu la sig.ra Gallerani che vide cadere nel suo podere alcuni frammenti. Dapprima vide un forte lampo seguito da 3 forti boati e mille scoppiettii simili a colpi di moschetteria, un rumore come di metallo che sbatte e poi una palla di fuoco circondata da mille fiammelle farsi sempre più luminosa per poi da li a poco spegnersi. Racconta che nella notte fu comunque possibile osservare la meteorite cadere anche nella fase di volo buio fino a terra.

I giorni seguenti le persone che si recarono sui campi raccolsero strani sassi simili alla spuma di ferro delle fucine dei fabbri. Nel campo Gallerani furono raccoliti i 2 frammenti principali: uno conficcato nel terreno poco distante da un albero, l'altro a poca distanza in un fosso ghiacciato. Il 28 gennaio Mons. Primicerio Camillo Ranzani si recò a Renazzo per studiare l’accaduto e raccogliere i frammenti.

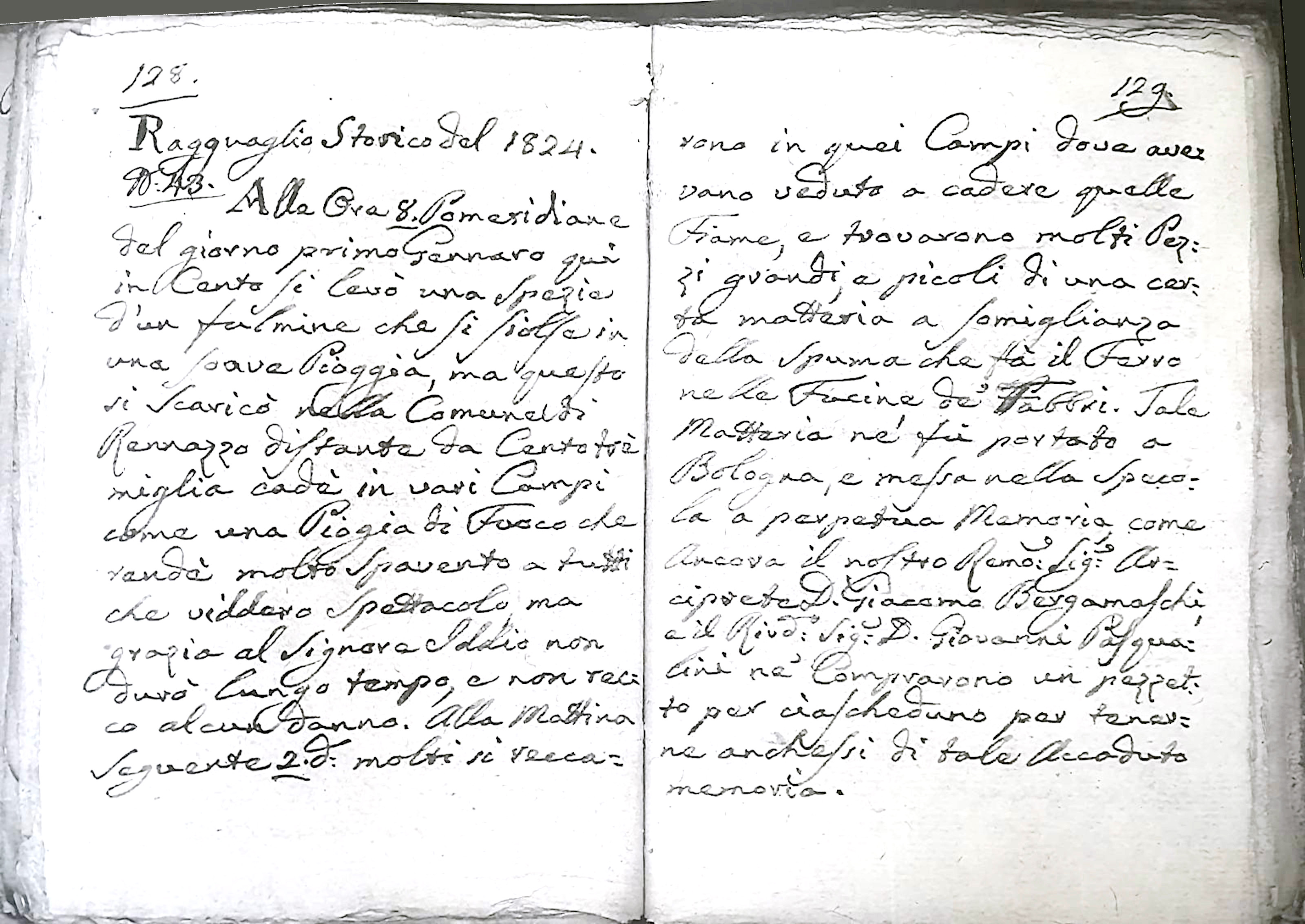
Cronaca di Antonio Barbieri sulla caduta della Meteorite di Renazzo

Cronaca di Antonio Barbieri:
Alla ora 8 pomeridiane del giorno primo Gennaro qui in Cento si levò una spezia d’un fulmine che si sciolse in una soave Pioggia, ma questo si scaricò nella Comunità Renazzo distante da Cento tre miglia cadè in vari campi come una pioggia di Fuoco che manda molto spavento a tutti che viddero spettacolo ma grazie al signore Iddio non durò lungo tempo, e non recco alcun danno. Alla mattina seguente 2.d [2 detto] molti si recarono in quei campi dove avevano veduto a cadere quelle fiamme, e trovarono molti pezzi grandi, e piccoli di una certa materia a somiglianza della spuma che fa il Ferro nelle fucine dei Fabbri. Tale materia né fu portata a Bologna, e messa nella specola a perpetua memoria, come ancora il nostro reverendissimo sig. Arciprete D. [don] Giacomo Bergamaschi, e reverendissimo sig. D. [don] Giovanni Pasqualini né comprarono un pezzetto per ciascheduno per farne anch'essi di tale Accaduto memoria.

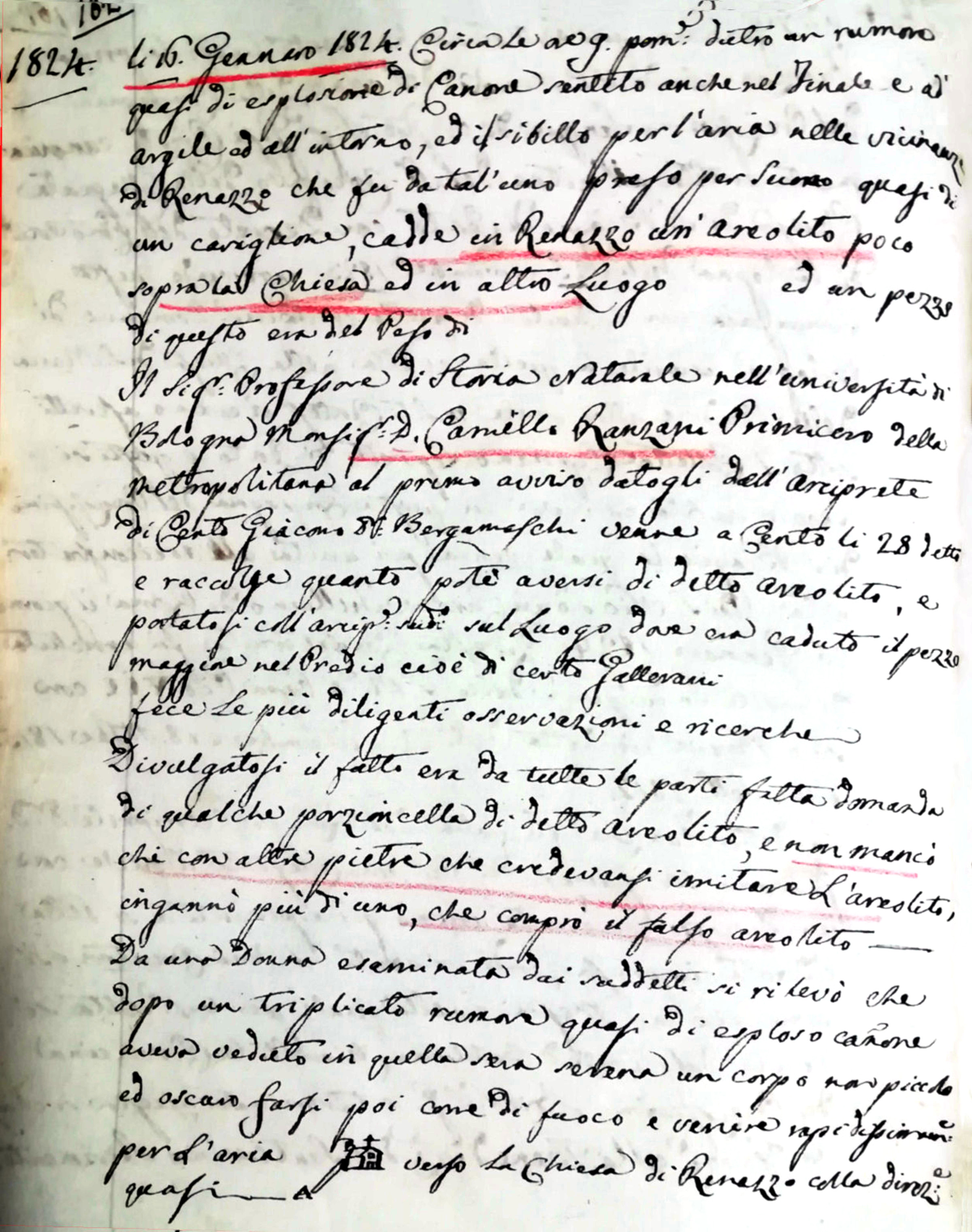
Cronaca di Lenzi sulla caduta della Meteorite di Renazzo

Cronaca di Lenzi:
Lì 16 Gennaio 1824. Circa alle ore 9 pom. [pomeridiane] 50 dietro un rumore quasi di esplosione di Canone sentito anche nel Finale e ad argile ed all’intorno, ed il sibilo per l’aria nelle vicinanze di Renazzo che fu da tal’uno preso per suono quasi di un caviglione/cariglione, cadde in Renazzo un’areolito poco sopra la Chiesa ed in altro luogo [spazio vuoto] ed un pezzo di questo era del peso di. il Sig. Professore di Storia Naturale nell’Università di Bologna Monsig. D. Camillo Ranzani Primicerio della metropolitana al primo avviso datogli dall’arciprete di Cento Giacomo M. Bergamaschi venne a Cento il 28 detto e raccolse quanto poté aversi di detto areolito, e portatosi coll’arciprete sul luogo dove era caduto il pezzo maggiore nel predio di un certo Gallerani fece le più diligenti osservazioni e ricerche.
Divulgatosi il fatto era da tutte le parti fatta domanda di qualche porzioncella di detto areolito, e non mancò chi con altre pietre che credevansi imitare l’areolito ingannò più di uno che comprò il falso areolito. Da una donna esaminata dai suddetti si rilevò che dopo un triplicato rumore quasi di esploso cannone aveva veduto in quella sera serena un corpo non piccolo ed oscuro farsi poi come di fuoco e venire rapidamente per l’aria verso la Chiesa di Renazzo colla direzione quasi.
Il punto di caduta dei tre frammenti principali non venne registrato sui documenti dell'epoca. A seguito di una ricerca condotta da Thomas Mazzi, nel 2023 è stato possibile ricostruire l’evento e trovare il sito della caduta con precisione. Altre ricerche sulla data esatta della caduta e sull’esatta massa recuperata sono tutt’ora in corso.